# Richard Mique
Richard Mique (Nancy, 18 de setembro de 1728 — Paris, 8 de julho de 1794) foi um arquiteto francês.
Nasceu em uma família de arquitetos e começou sua carreira trabalhando para o duque Estanislau I da Lorena, ex-rei da Polônia, para quem fez o plano urbanístico de Nancy. Leszczyński o criou cavaleiro da Ordem de São Miguel, e quando seu patrono morreu em 1766 passou a trabalhar para a nobreza francesa. Quando Luís XVI tornou-se rei foi indicado intendente e controlador geral dos edifícios do rei, e no ano seguinte se tornou o primeiro arquiteto do rei. Comprou um título e se tornou um cortesão, continuando a realizar obras arquitetônicas. Durante a Revolução Francesa foi preso por ter planejado libertar a rainha Maria Antonieta, Condenado, foi executado, junto com seu filho. Entre suas obras estão o Couvent de la Reine para as ursulinas em Versalhes; o Hameau de la Reine, o Hôtel de l'Intendance e o teatro privado de Maria Antonieta, todos também em Versalhes; a Basílica de Saint-Denis; o Château de Bellevue e reformas no Château de Saint-Cloud.